# لي تشاو
لي تشاو (بالصينية: 李超) هو لاعب كرة قدم صيني، ولد في 15 أغسطس 1987 في تايآن في الصين. لعب مع نادي شوانغ.

## وصلات خارجية
- لي تشاو على موقع قاعدة بيانات كرة القدم.إي يو (الإنجليزية)
- لي تشاو على موقع Soccerway.com (الإنجليزية)